# Havaika tantalensis
Havaika tantalensis là một loài nhện trong họ Salticidae. Loài này được phát hiện ở Hawaii.